# Teška industrija
A Teška Industrija egy bosnyák rockzenekar, mely 1974-ben alakult Szarajevóban. 1978-ban oszlottak fel, azonban még három alkalommal kezdték meg újbóli működésüket: először 1984-ben, majd 1996-ban, végül 2007-ben.

## Tagok
- Gabor Lenđel - billentyűsok (1974-77, 2007)
- Vedad Hadžiabdić - gitár
- Ivica Propadalo - basszus (1974, 2007)
- Seid Memić Vajta - ének (1975-76, 2007)
- Igor Razpotnik - szintetizátor (2007)
- Marko Lazarić - dob (2007)
- Senad Begović - dob (1974-78)
- Fadil Toskić - ének (1974)
- Sanin Karić - basszus (1975-76)
- Goran Kovačević - ének (1976-78)
- Aleksandar Kostić - basszus (1976-78)
- Munib Zoranić - dob (1976-84)
- Darko Arkus - billentyűsök (1976-78)
- Narcis Lalić - ének (1984)
- Sead Trnka - basszus (1984)
- Zoran Krga - billentyűsök (1984)

## Lemezeik
- Ho-ruk (1976)
- Teska industrija (1976)
- Zasviraj i za pojas zadjeni (1978)
- Ponovo sa vama (1984)
- Teška industrija (válogatás, 1995)
- Sarajevska noc (1996)
- Ruže u asfaltu (1996)
- Kantina (2007)
- Karavan - Izvorne snimke 1975/1976 (válogatás, 2002)